# Champagne-sur-Loue
Pour les articles homonymes, voir Champagne.
Champagne-sur-Loue est une commune française située dans le département du Jura, dans la région culturelle et historique de Franche-Comté et la région administrative Bourgogne-Franche-Comté.

## Géographie
La commune de Champagne-sur-Loue est située dans le Jura à 250 mètres d'altitude, dans le canton de Mont-sous-Vaudrey à l'intérieur d'une des boucles de la Loue, affluent du Doubs. Elle appartient à la petite région agricole du « Finage et Val d'Amour ».

### Climat
Pour des articles plus généraux, voir Climat de la Bourgogne-Franche-Comté et Climat du département du Jura.
En 2010, le climat de la commune est de type climat de montagne, selon une étude du Centre national de la recherche scientifique s'appuyant sur une série de données couvrant la période 1971-2000. En 2020, Météo-France publie une typologie des climats de la France métropolitaine dans laquelle la commune est exposée à un climat semi-continental et est dans la région climatique  Jura, caractérisée par une forte pluviométrie en toutes saisons (1 000 à 1 500 mm/an), des hivers rigoureux et un ensoleillement médiocre. 
Pour la période 1971-2000, la température annuelle moyenne est de 10,7 °C, avec une amplitude thermique annuelle de 17 °C. Le cumul annuel moyen de précipitations est de 1 191 mm, avec 13,1 jours de précipitations en janvier et 9,3 jours en juillet. Pour la période 1991-2020, la température moyenne annuelle observée sur la station météorologique de Météo-France la plus proche, « Arc-et-Senans », sur la commune d'Arc-et-Senans à 3 km à vol d'oiseau, est de 11,7 °C et le cumul annuel moyen de précipitations est de 1 182,8 mm. 
La température maximale relevée sur cette station est de 41,5 °C, atteinte le 13 août 2003 ; la température minimale est de −25 °C, atteinte le 2 janvier 1971,,. 
Les paramètres climatiques de la commune ont été estimés pour le milieu du siècle (2041-2070) selon différents scénarios d'émission de gaz à effet de serre à partir des nouvelles projections climatiques de référence DRIAS-2020. Ils sont consultables sur un site dédié publié par Météo-France en novembre 2022.

## Urbanisme

### Typologie
Au 1er janvier 2024, Champagne-sur-Loue est catégorisée commune rurale à habitat dispersé, selon la nouvelle grille communale de densité à sept niveaux définie par l'Insee en 2022.
Elle est située hors unité urbaine et hors attraction des villes,.

### Occupation des sols
L'occupation des sols de la commune, telle qu'elle ressort de la base de données européenne d’occupation biophysique des sols Corine Land Cover (CLC), est marquée par l'importance des territoires agricoles (75,7 % en 2018), une proportion sensiblement équivalente à celle de 1990 (76,4 %). La répartition détaillée en 2018 est la suivante : 
prairies (57,5 %), forêts (16,9 %), cultures permanentes (10,5 %), terres arables (7,7 %), zones urbanisées (7,4 %). L'évolution de l’occupation des sols de la commune et de ses infrastructures peut être observée sur les différentes représentations cartographiques du territoire : la carte de Cassini (XVIIIe siècle), la carte d'état-major (1820-1866) et les cartes ou photos aériennes de l'IGN pour la période actuelle (1950 à aujourd'hui).

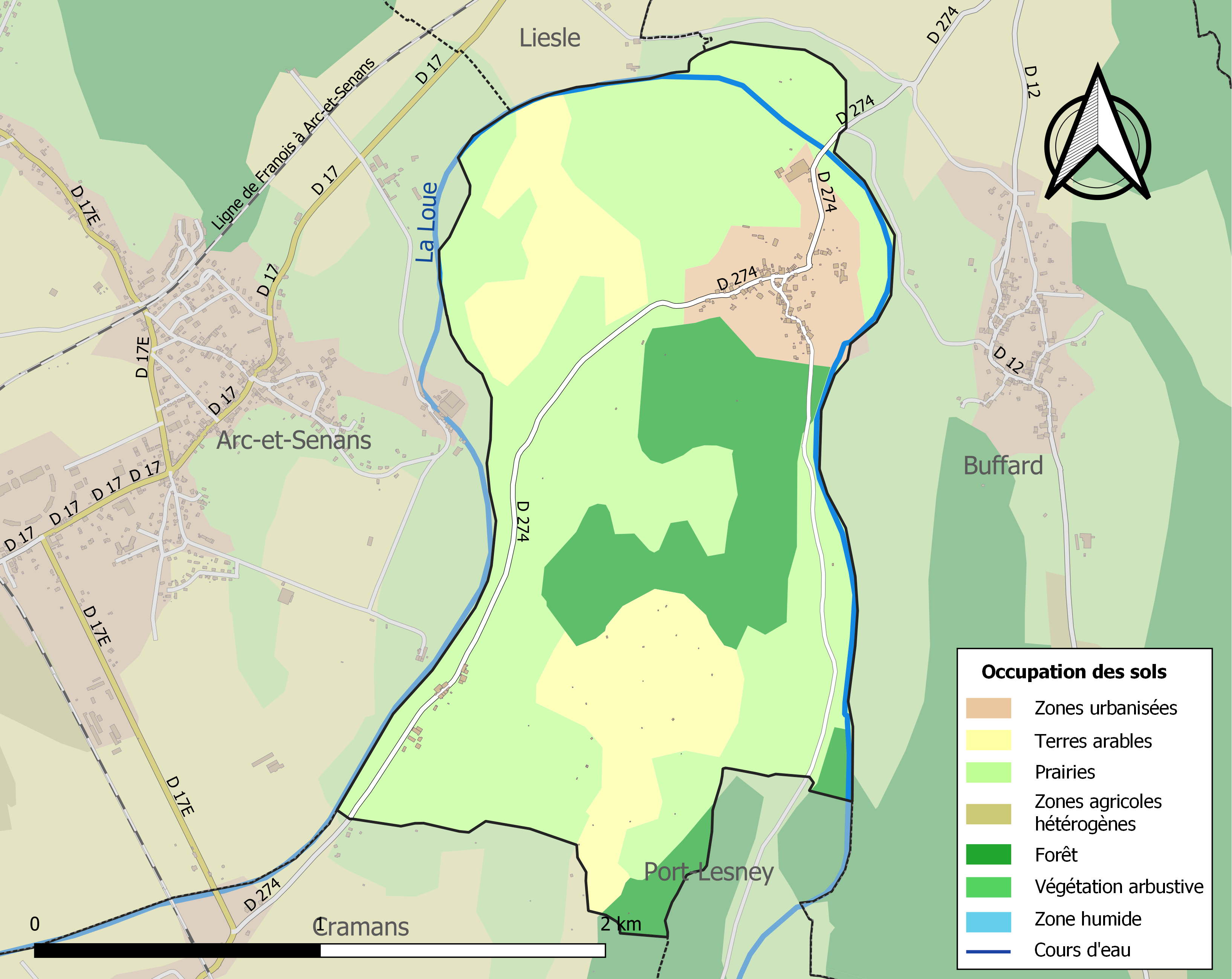
Carte des infrastructures et de l'occupation des sols de la commune en 2018 (CLC).

## Politique et administration
- Élus actuels depuis 2017, élections partielles :
- Maire : Marie-Christine Paillot
- 1er Adjoint : Auguste Voinot
- 2e Adjoint : Michel Hugot

| Période    | Période  | Identité                | Étiquette | Qualité |
| ---------- | -------- | ----------------------- | --------- | ------- |
| avant 1995 | ?        | Jacques Marteau         |           |         |
| 2017       | En cours | Marie-Christine Paillot |           |         |

## Démographie
L'évolution du nombre d'habitants est connue à travers les recensements de la population effectués dans la commune depuis 1793. À partir du 1er janvier 2009, les populations légales des communes sont publiées annuellement dans le cadre d'un recensement qui repose désormais sur une collecte d'information annuelle, concernant successivement tous les territoires communaux au cours d'une période de cinq ans. Pour les communes de moins de 10 000 habitants, une enquête de recensement portant sur toute la population est réalisée tous les cinq ans, les populations légales des années intermédiaires étant quant à elles estimées par interpolation ou extrapolation. Pour la commune, le premier recensement exhaustif entrant dans le cadre du nouveau dispositif a été réalisé en 2008.
En 2014, la commune comptait 126 habitants, en diminution de -3,08 % par rapport à 2009 (Jura : -0,23 %, France hors Mayotte : 2,49 %).
| 1793 | 1800 | 1806 | 1821 | 1831 | 1836 | 1841 | 1846 | 1851 |
| ---- | ---- | ---- | ---- | ---- | ---- | ---- | ---- | ---- |
| 320  | 322  | 326  | 380  | 341  | 332  | 315  | 290  | 250  |

| 1856 | 1861 | 1866 | 1872 | 1876 | 1881 | 1886 | 1891 | 1896 |
| ---- | ---- | ---- | ---- | ---- | ---- | ---- | ---- | ---- |
| 228  | 263  | 267  | 252  | 218  | 224  | 215  | 195  | 170  |

| 1901 | 1906 | 1911 | 1921 | 1926 | 1931 | 1936 | 1946 | 1954 |
| ---- | ---- | ---- | ---- | ---- | ---- | ---- | ---- | ---- |
| 141  | 152  | 145  | 145  | 141  | 138  | 133  | 165  | 170  |

| 1962 | 1968 | 1975 | 1982 | 1990 | 1999 | 2008 | 2013 | 2014 |
| ---- | ---- | ---- | ---- | ---- | ---- | ---- | ---- | ---- |
| 130  | 122  | 117  | 107  | 108  | 116  | 130  | 128  | 126  |

De 1962 à 1999 : population sans doubles comptes ; pour les dates suivantes : population municipale.
(Sources : Ldh/EHESS/Cassini jusqu'en 1999 puis Insee à partir de 2006.)
Histogramme de l'évolution démographique

## Économie

### Tourisme
La commune dispose d'un camping en délégation de service public, Le camping de la Loue exploité par la société Détente Évasion, ouvert d'avril à septembre.

### Économie agricole
L'orientation technico-économique majoritaire du village, est la polyculture et le polyélevage. La superficie en terres labourables est de 273 hectares, la surface en culture permanente de 2 hectares, et il y a 80 ha de surface toujours en herbe. Les exploitations sont composées en moyenne de 35 hectares.
La commune de Champagne-sur-Loue compte trois exploitations agricoles. La surface agricole utile (SAU) du village est de 355 ha et il compte 226 animaux.

## Culture et patrimoine

### Lieux et monuments
- L'église Saint-Ferréol et Saint-Ferjeux de Champagne-sur-Loue : le retable avec son baptistère et sa toile « le baptême du Christ » datent du XVIIIe siècle sont inscrits à l’inventaire des monuments historiques.
- Le moulin (XVIIIe), aujourd'hui centrale, au lieu-dit « Moulin neuf », inscrit à l'IGPC depuis 1996[15].
- le monument aux morts, inscrit au titre des Monuments historiques
- La vigne Conservatoire[16] qui abrite quelque 38 cépages et sa nouvelle caborde.
- Son village traversé par des chemins de randonnées du Val d'Amour et par le sentier des Gabelous.
- La boucle de Loue qui entoure la commune et le pont à cinq arches.

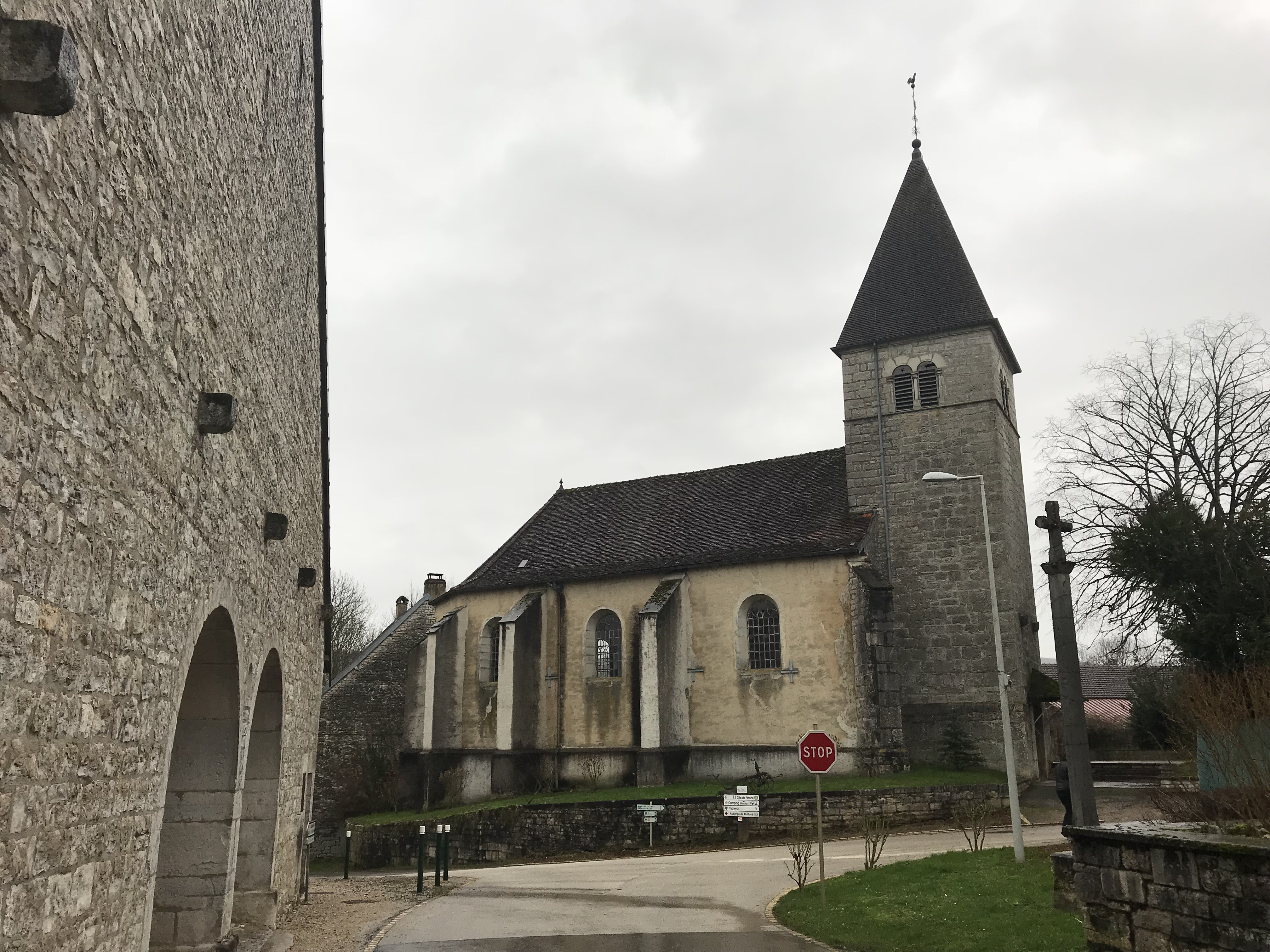
L'église du village.
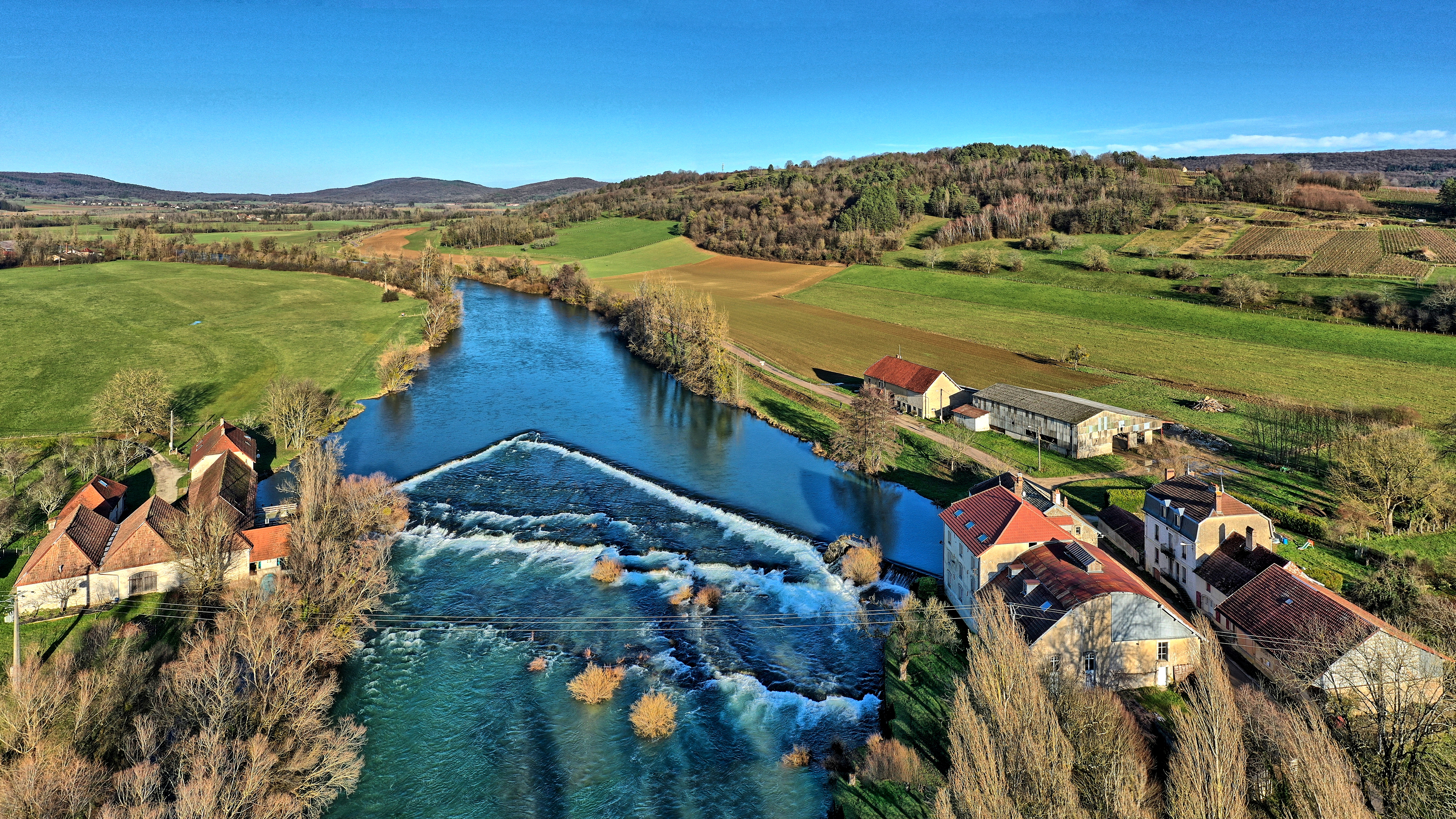
Le moulin Neuf et son barrage en "V" sur la Loue.
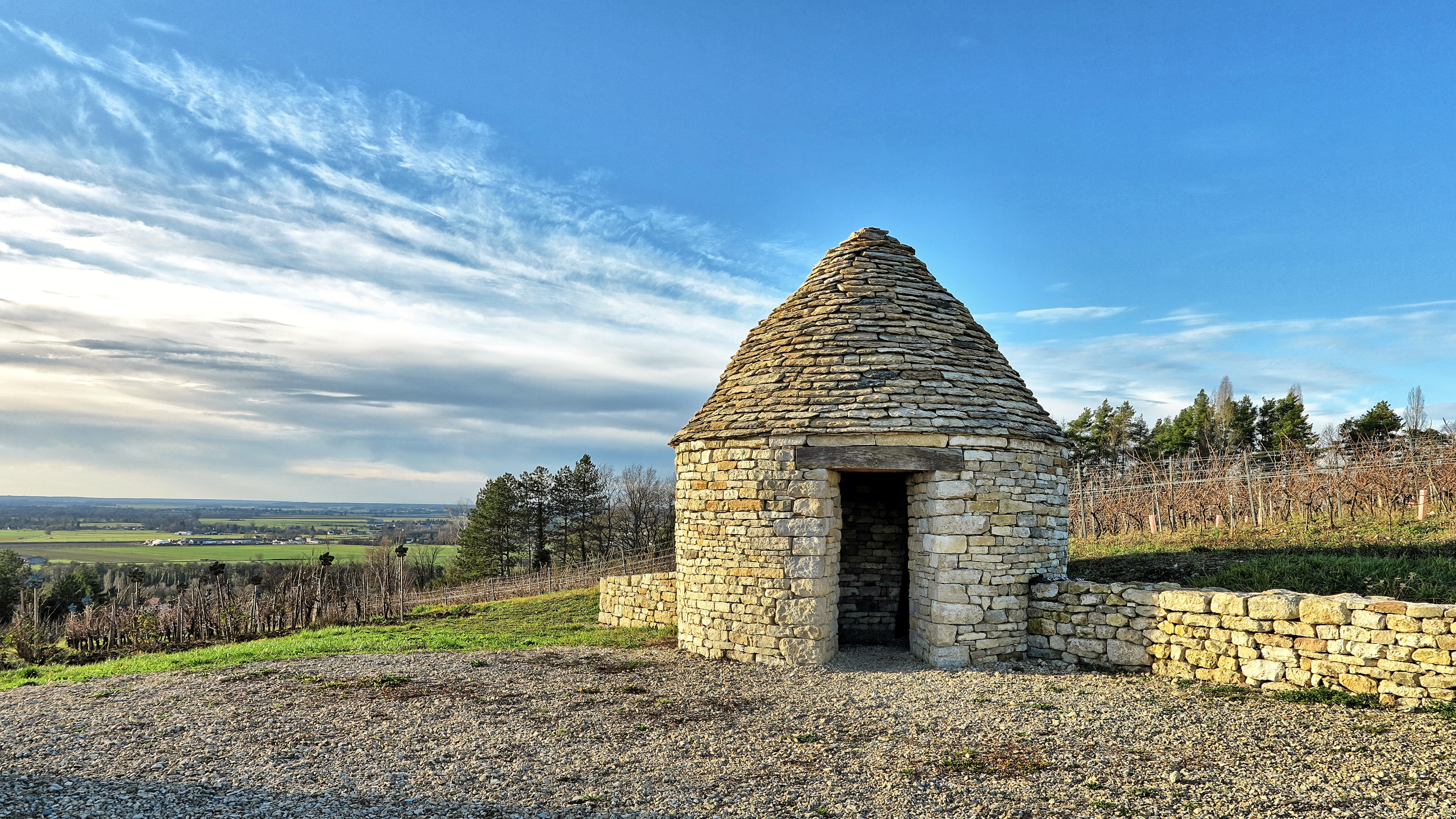
La caborde de la vigne conservatoire.
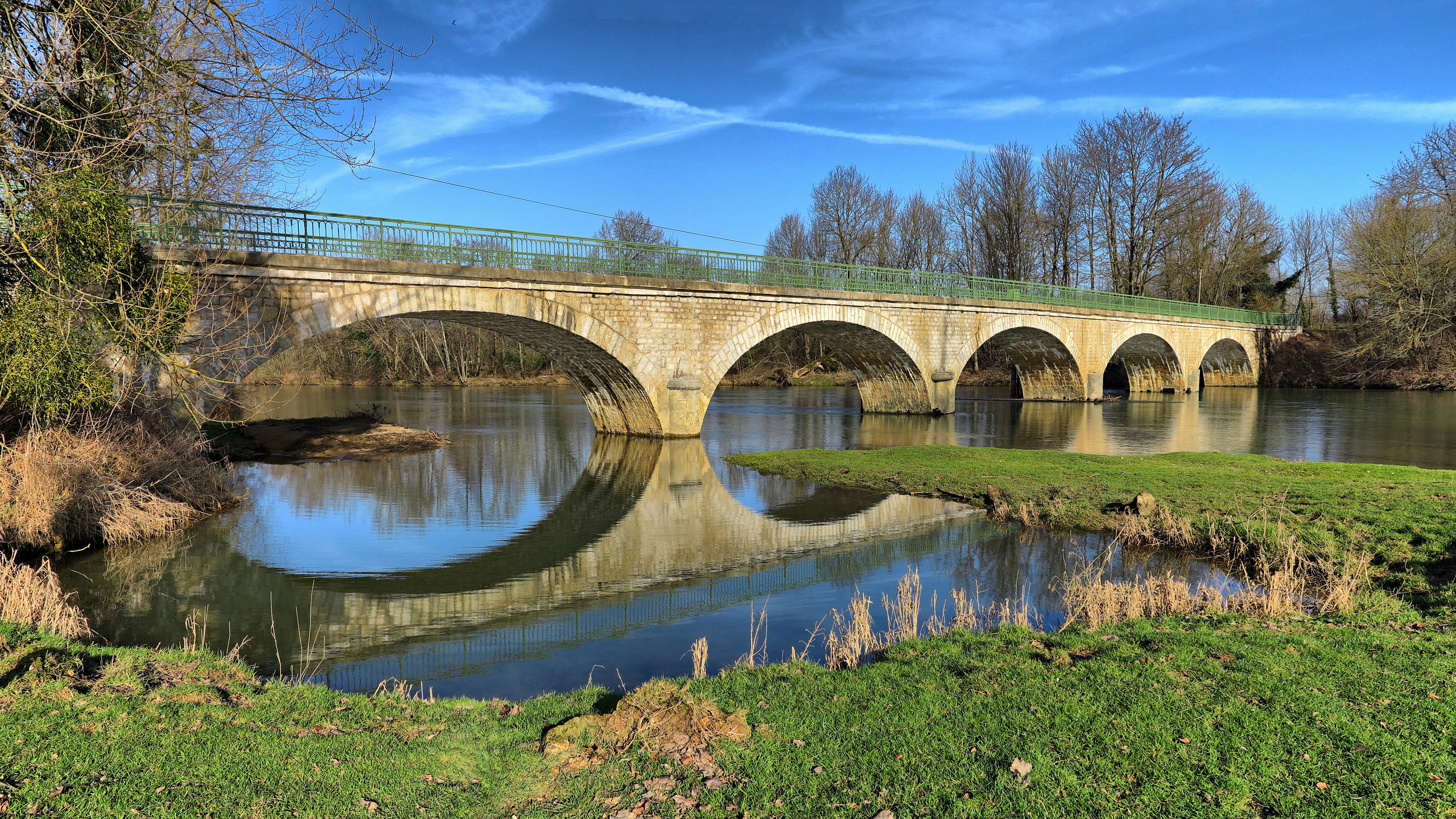
Le pont sur la Loue.

### Personnalités liées à la commune
- Henry de Champagne (v.1600-1662), militaire, commandant en second de l'armée comtoise de 1633 à 1637.
- Michel Bédat (1925-1999), homme d'affaires franc-comtois mort à Champagne-sur-Loue.

### Héraldique

Armes de la famille de Champagne.

Il existait entre le XIIe et le XVIIIe siècle, une famille noble de Champagne dont le membre le plus connu est Henry de Champagne ; la famille portait pour armes : « D'or à un lion de gueules ».